# Gunnar Lauring
Gunnar Lauring, född 31 oktober 1905 i Frederiksberg, död 21 februari 1968, var en dansk skådespelare.

## Biografi
Lauring växte upp i Köpenhamn. Han tog först skådespelarlektioner för Henrik Malberg och utbildade sig därefter vid Det Kongelige Teaters elevskola 1924–1926. Han debuterade där 1925 som Max i Erik den 14.. Under sina första år som skådespelare hade han svårt att få roller, trots att han var fast anställd. År 1929 gick han över till Komediehuset och därefter till Dagmarteatern och Nørrebros Teater. Åren 1937–1938 var han engagerad vid Odense Teater och fick där sina första större roller, bland annat som professorn i Pygmalion och Axel i Axel og Valborg. Han fick sitt genombrott 1939 i Høfeber på Frederiksberg Teater. Åren 1944–1945 var han vid Det Ny Teater, där han företrädesvis användes som lustspelsskådespelare, men även som karaktärsskådespelare. Åren 1955–1957 samt 1959–sin död var han engagerad vid Det Kongelige Teater. Där gjorde han roller som Peer Degn i Erasmus Montanus och Werle i Vildanden. Han är också ihågkommen för sina roller i TV-teaterföreställningarna Parasitterne (1958) och Dødsdansen (1965).
Vid sidan av teatern verkade han som film- och TV-skådespelare. Han debuterade 1935 i Week-end och medverkade i sammanlagt 86 produktioner 1935–1968. Han erhöll 1958 Bodilpriset för bästa manliga skådespelare i Krudt og klunker.

### Privatliv
Lauring var son till läraren Kjartan Lauring Andersen (1876–1941) och Karen Margrethe Olsen (1877–1929). Han var bror till författaren och historikern Palle Lauring. Han var gift första gången 1927–1935 med skådespelaren Henny Krause och från 1941 med skådespelaren Jessie Rindom. Han var far till skådespelaren Bertel Lauring.

## Filmografi i urval
- 1935 – Week-end
- 1940 – En flicka hela da'n
- 1941 – Niels Pind og hans dreng
- 1944 – Åtta ackord
- 1948 – Mens porten var lukket
- 1951 – Hold fingrene fra mor
- 1951 – Vores fjerde far
- 1953 – Kärlekskarusell
- 1955 – Amor i fara
- 1956 – Kärlek i det blå
- 1958 – Världens rikaste flicka
- 1958 – Krudt og klunker
- 1961 – Harry och kammartjänaren
- 1961 – Hans Nielsen Hauge
- 1962 – Den kära familjen
- 1963 – Dammsugarligan
- 1967 – Min lillebror och jag
- 1967 – Onkel Joakims hemmelighed
- 1968 – Dage i min fars hus